# TJ Sokol Janov
TJ Sokol Janov u Litomyšle je český fotbalový klub sídlící v Janově u Litomyšle v Pardubickém kraji. Fotbalový klub byl založen v roce 1977. V sezóně 2024/2025 hraje I. A třídu Pardubického kraje.

## Historie
Fotbalový klub byl založen 4. 1. 1977 na ustavující schůzi.

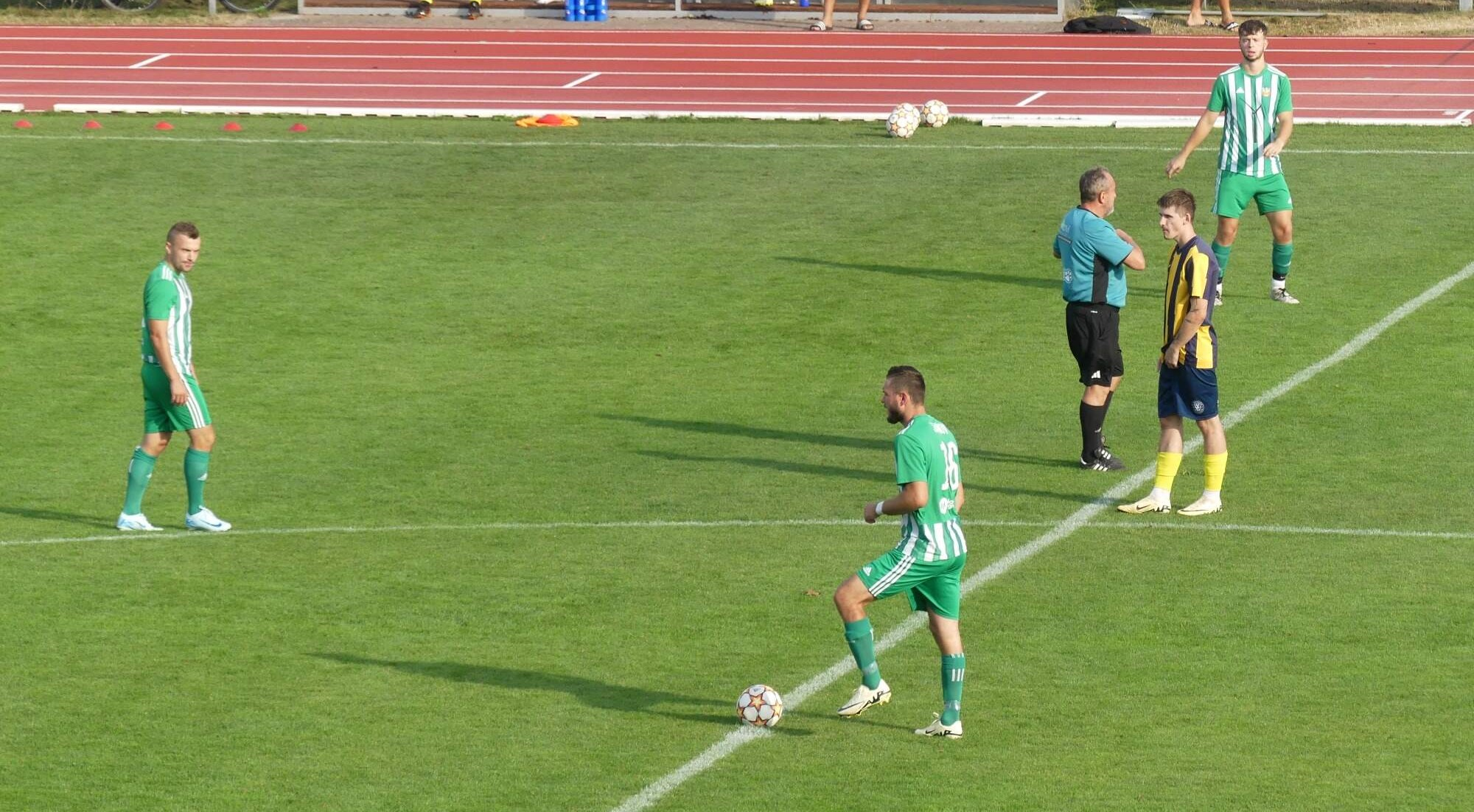
Hráči TJ Sokol Janov (zeleno-bílé dresy) v zápase s Českou Třebovou B.

Započata výstavba stadionu se sociálním zázemím.

## Umístění mužstva v jednotlivých sezonách[2]
| Sezóna    | Soutěž                          | Pozice    |        |
| --------- | ------------------------------- | --------- | ------ |
| 2024/2025 | I. A třída Pardubického kraje   |           |        |
| 2023/2024 | I. B třída skupina B Pardubicko | 2. místo  | postup |
| 2022/2023 | I. B třída skupina B Pardubicko | 7. místo  |        |
| 2021/2022 | Okresní přebor Svitavy          | 1.místo   | postup |
| 2020/2021 | Okresní přebor Svitavy          | 3. místo  |        |
| 2019/2020 | Okresní přebor Svitavy          | 12.místo  |        |
| 2018/2019 | I. B třída skupina B Pardubicko | 13. místo |        |
| 2017/2018 | Okresní přebor Svitavy          | 1.místo   | postup |
| 2016/2017 | Okresní přebor Svitavy          | 3.místo   |        |
| 2015/2016 | Okresní přebor Svitavy          | 5.místo   |        |
| 2014/2015 | Okresní přebor Svitavy          | 6. místo  |        |

## Účast v dalších fotbalových soutěžích
| Soutěž                            | Úroveň soutěže | Termín zápasu | Soupeř        | Výsledek |                      |
| --------------------------------- | -------------- | ------------- | ------------- | -------- | -------------------- |
| Pohár hejtmana Pardubického kraje | 1.kolo         | 31.7.2024     | Česká Třebová | 2:7      | postup České Třebové |

## Soupiska hráčů

### sezóna 2009/2010
Beránek, L. Zvěřina, Záleský, Šváb, Johan, V. Wejda, A. Zvěřina, Klejch, Novotný, M. Wejda, Knap, Hájek, Bureš

### sezóna 2024/2025
Křemenák Pravoslav /brankař/, Zvěřina Lukáš, Peleška Ondřej, Knap Vladimír, Kristek Vít, Libavský Filip, Novotný Vladimír, Bureš Ondřej, Heger Vojtěch, Bureš Patrik, Novotný Jan, Chroust Robin, Jirásek František, Jireček Filip, Pirkl Pavel, Prudil Daniel, Wejda Vlastimil, Kubiček Jiří, Kramář Michal, Boháček Jan, Madejewski Jakub